# تواسي (آن)
تواسي (بالفرنسية: Thoissey)‏ هي بلدية فرنسية تقع في إقليم الآن في فرنسا. رمز إنسي لها هو:1420. أما الرمز البريدي لها فهو: 1140.